# لاخاس، پورتوریکو
لاخاس (به انگلیسی: Lajas) یک منطقهٔ مسکونی در ایالات متحده آمریکا است که در پورتوریکو واقع شده‌است.
 لاخاس ۱۹۹٫۰۴ کیلومتر مربع مساحت و ۲۵٬۷۵۳ نفر جمعیت دارد.